# Любовь после смерти
«Любовь после смерти» (исп. Amar despues de la muerte) — «драма чести» испанского драматурга Педро Кальдерона де ла Барки, написанная примерно в 1633 году и впервые опубликованная в 1677 году, в составе «Пятой части комедий Кальдерона», под названием «Тусан из Альпухарры». Её сюжет связан с восстанием морисков 1570 года, подавленным Хуаном Австрийским.